# Canis latrans orcutti
Canis latrans orcutti és una subespècie extinta de coiot que visqué a l'oest de Nord-amèrica durant el Plistocè superior. La majoria de les restes d'aquest animal es trobaren al sud de Califòrnia, encara que com a mínim un espècimen en fou descobert a Idaho. Era part d'un gremi de carnívors nord-americans que incloïa altres cànids, com ara les guineus, els llops i els llops gegants. Hi ha estudis que suggereixen que no era un coiot, sinó una població occidental extinta del llop vermell (C. rufus).

## Descripció
C. l. orcutti era més gros i robust que els coiots moderns, amb un pes d'entre 18 i 21 kg. Això segurament tenia a veure amb la presència de competidors i preses de majors dimensions i no pas amb la regla de Bergmann. Tenia el crani i la mandíbula més gruixuts i profunds que els coiots moderns, amb el rostre més curt i ampli i les dents carnisseres més amples. Aquestes adaptacions li permetien suportar nivells més alts d'esforç quan matava preses més grosses en comparació amb els coiots moderns. Probablement era un carnívor més especialitzat que els seus parents d'avui en dia, car tenia les dents més adaptades a esquinçar carn, amb menys superfícies de molta que serveixen per processar la matèria vegetal. El maxil·lar inferior també era més profund i les molars exhibien més signes de desgast i ruptura que en les poblacions modernes, cosa que significa que consumien més ossos. Pel que fa al comportament, segurament era més social que els coiots moderns, atès que les seves restes són les terceres més freqüents als pous de quitrà del Ranxo La Brea, després dels llops gegants i Smilodon fatalis, tots dos espècies gregàries.
La seva reducció de mida es produí en el mil·lenni següent a l'extinció del Quaternari, quan canvià el clima i desaparegué la majoria de les seves preses més grosses. A més a més, no fou capaç d'explotar el nínxol ecològic de caça major que havia quedat buit després de l'extinció del llop gegant, que fou ocupat ràpidament pels llops comuns. Aquests llops comuns probablement mataren els coiots més grossos, de manera que la selecció natural afavorí el morf esvelt modern. La depredació de les preses cada cop menys abundants del C. l. orcutti també podria haver influït en l'evolució biològica de l'animal.